# Wolfsbach (Ensdorf)
Wolfsbach ist ein Gemeindeteil der Gemeinde Ensdorf im Landkreis Amberg-Sulzbach (Oberpfalz, Bayern).

## Lage
Das Kirchdorf Wolfsbach liegt im Süden des Landkreises Amberg-Sulzbach etwa 12 km von Amberg entfernt. Der Ort im Vilstal grenzt direkt an den Naturpark Hirschwald an. Der Haltepunkt Wolfsbach lag an der Bahnstrecke Amberg–Schmidmühlen, welche stillgelegt ist.

## Geschichte
Erstmals erwähnt wurde der Ort im Jahre 930 in Form von „Vuoluespach“, dem ältesten Ortsnamen der Gemeinde Ensdorf. 1123 wurde er in den Aufzeichnungen des Ensdorfer Klosters als „Wolfesbach“ erwähnt. Von einer Kirche im Ort wurde erstmals am 24. Februar 1282 berichtet, als das Patronatsrecht an das Kloster Ensdorf verkauft wurde. Auch wird seit dem 14. Jahrhundert ein Hammerwerk in Wolfsbach erwähnt.
1894 wurde die Freiwillige Feuerwehr Wolfsbach gegründet.
Im Zuge der Gebietsreform wurde die Gemeinde 1971 in die Gemeinde Ensdorf eingegliedert.
Siehe auch: Hammer Wolfsbach

## Religion
Die Einwohner Wolfsbachs sind überwiegend katholisch. Die Kirche St. Magdalena ist eine Filialkirche der Pfarrgemeinde Ensdorf.

## Infrastruktur und Sehenswürdigkeiten
Die Staatsstraße 2165 umgeht Theuern und Wolfsbach weiträumig im Osten. Wolfsbach ist durch die Vilstalstraße (Ortsstraße), an der sich das Schotterwerk Pongratz und die Kläranlage der Stadt Amberg befinden, an den überörtlichen Verkehr angebunden. Der Radweg, der auf der aufgelassenen Bahnlinie Amberg-Schmidmülen liegt, ist Bestandteil des Fünf-Flüsse-Radwegs. Der nahegelegene Naturpark Hirschwald und das 3 km südlich gelegene Kloster Ensdorf, bieten Möglichkeiten zur Freizeitverbringung.

## Söhne und Töchter des Ortes
- Leonhard von Holler (1780–1858), Verwaltungsjurist, sein Grabmal mit Büste steht auf dem Wolfsbacher Friedhof.